# J. Quinton Johnson
J. Quinton Johnson (* 25. Juli 1994 in Athens, Texas) ist ein US-amerikanischer Sänger und Schauspieler.

## Leben
Geboren und aufgewachsen ist er in der texanischen Stadt Athens. An der University of Texas in Austin studierte Johnson Schauspiel mit dem Schwerpunkt Musiktheater.
Seine erste große Filmrolle bekam er in der Rolle eines College-Sportlers in Richard Linklaters Kinofilm Everybody Wants Some!! (2016), während er noch Student an der University of Texas war. Ein Jahr später spielte er die Rolle des Marco in dem Fernsehfilm Dirty Dancing. Im Jahr 2017 spielte er erneut unter Linklaters Regie in dem Filmdrama Last Flag Flying. Für seine Darstellung eines Soldaten in diesem Film wurde er 2018 bei dem Black Reel Awards in der Kategorie Outstanding Breakthrough Performance, Male nominiert.

## Filmografie
- 2015: Tanner & Then Some (Miniserie)
- 2016: Everybody Wants Some!!
- 2017: Dirty Dancing: Fernseh-Special (Dirty Dancing)
- 2017: Transient
- 2017: The Son (Fernsehserie, 5 Folgen)
- 2017: Last Flag Flying
- 2020: We Can Be Heroes
- 2021: Dear Evan Hansen
- 2022: The Summoned